# 上施塔迪翁
上施塔迪翁是德国巴登-符腾堡州的一个市镇。总面积15.80平方公里，总人口1560人，其中男性838人，女性722人（2011年12月31日），人口密度99人/平方公里。